# Verner Lička
Verner Lička (Hlučín, 3 de outubro de 1950) é um ex-futebolista profissional e treinador tcheco que atuava como atacante, campeão olímpico em Moscou 1980.

## Carreira
Verner Lička representou o seu país nos Jogos Olímpicos de Verão de 1980, conquistando a medalha de ouro.